# برنامج الآغا خان للمدن التاريخية

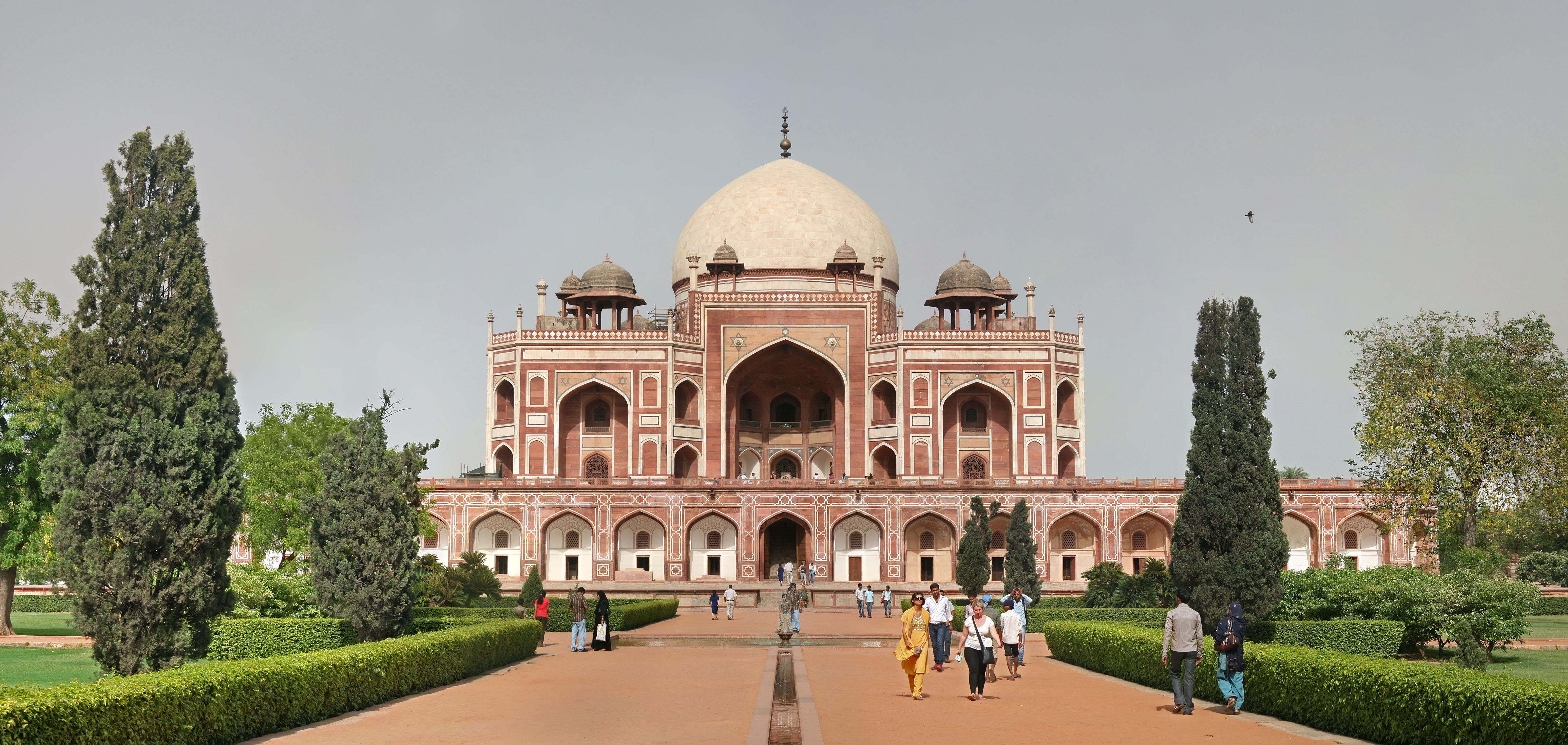

يشجع برنامج المدن التاريخية التابع لـ صندوق الآغا خان للثقافة على حفظ وإعادة استخدام المباني والأماكن العامة في المدن التاريخية في العالم الإسلامي. ويتولى البرنامج مهمة ترميم وإعادة تأهيل الهياكل التاريخية والأماكن العامة. تتجاوز المشاريع الفردية الاستعادة التقنية لتتناول مسائل السياق الاجتماعي والبيئي، والاستدامة المؤسسية والتدريب. في العديد من البلدان شكلت شركات خدمة الآغا خان الثقافية لتنفيذ مشاريع تحت إشراف مقر HCSP في جنيف.

## دور البرنامج
يعمل البرنامج بشكل وثيق في كل المشروع أصحاب المصلحة، بما في ذلك المجتمع. البرنامج قادر على تقديم المساعدة التخطيطية للحكومة وهيئات الحفظ المحلية. يوفر الخبرة الفنية ويمكن أن يساعد في تأمين التمويل والموارد من خلال تحديد الفرص والأساليب، وإعداد دراسات الجدول، وتشكيل المقترحات لتقديمها إلى المستثمرين المحليين والوكالات الدولية.
كما يشارك في جهود الحفظ والتطوير الحضري التي تركز على بناء التجمعات والأماكن العامة بين المباني وحولها أو المنطقة أو المدينة التاريخية. تهدف هذه المشاريع إلى استعادة النسيج الاجتماعي والاقتصادي والثقافي للمنطقة والمحافظة عليه. يشارك البرنامج أيضًا في ترميم مواقع ومباني تاريخية محددة تتضمن عناصر من المناظر الطبيعية الحضرية أو الهياكل الفردية، والتي يتم تطوير وظائف جديدة مناسبة لها لتلبية الاحتياجات الاجتماعية و الاقتصادية للمجتمعات المعنية.
يهتم البرنامج بقابلية مشاريع الحفظ على المدى الطويل ويدعم المبادرات الثقافية المرتبطة بها في هذا الصدد.و يسخر جميع عوامل التنمية التمكينية مثل دعم المجتمع، والهياكل المؤسسية المبتكرة، والإمكانات التجارية كلما أمكن ذلك، لجعل الحفظ مستدامًا.